# Three Dollar Bill, Yall$
A Three Dollar Bill, Yall$ a Limp Bizkit együttes első stúdióalbuma, amely 1997-ben jelent meg az Interscope kiadónál.
Számlista:
1. Intro
2. Pollution
3. Counterfeit
4. Stuck
5. Nobody Loves Me
6. Sour
7. Stalemate
8. Clunk
9. Faith
10. Stinkfinger
11. Indigo Flow
12. Leech
13. Everything

Közreműködött:
- Fred Durst – ének, dalszöveg
- Wes Borland – gitár, albumborító
- Sam Rivers – basszusgitár
- John Otto – dob
- DJ Lethal – lemezjátszó, billentyű, effekt, programozás, hangzásjavítás

valamint:
- Scott Borland – billentyű (Intro, Pollution, Sour)
- Andy Wallace – mixelés
- Ross Robinson – producer